# Nomia crassipes
Nomia crassipes is een vliesvleugelig insect uit de familie Halictidae. De wetenschappelijke naam van de soort is voor het eerst geldig gepubliceerd in 1789 door Fabricius.